# Haus, Norge
Haus (eller Hausvik) är en tätort och kyrkby i Osterøy kommun i Vestland fylke i västra Norge. Orten ligger där fylkesväg 5416,  fylkesväg 5418 och  fylkesväg 5420 möts på den sydvästra delen av ön Osterøy. Här finns Haus kyrka
Orten utgjorde tidigare centralort i dåvarande Haus kommun i Hordaland fylke.

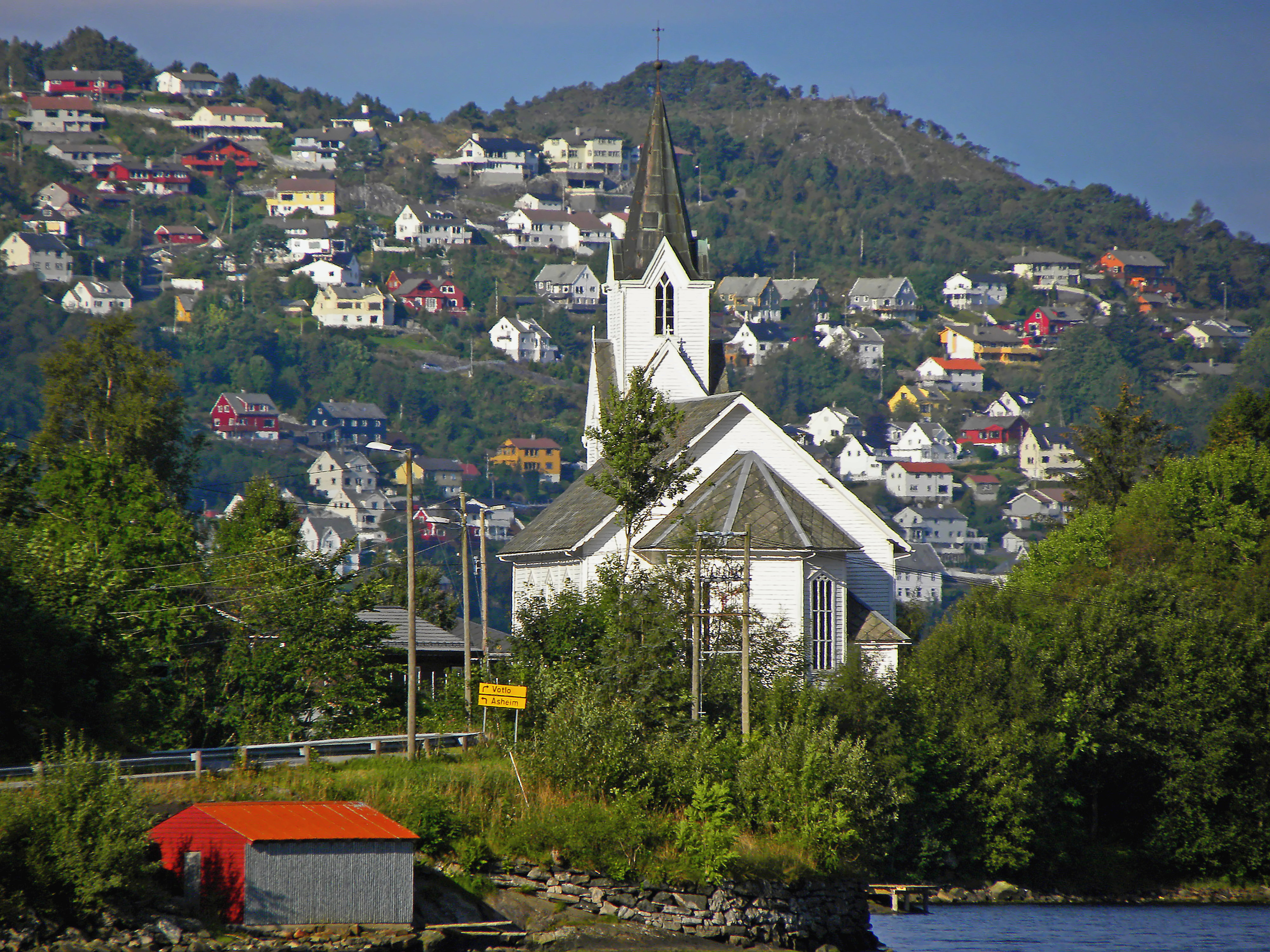
Haus kyrka.